# Titularbistum Gunugus
Das Bistum Gunugus (italienisch diocesi di Gunugo, lateinisch Dioecesis Gunugitana) ist ein Titularbistum der römisch-katholischen Kirche. 
Es geht zurück auf ein untergegangenes Bistum der antiken Stadt Gunugu in der römischen Provinz Mauretania Caesariensis im heutigen nördlichen Algerien.
| Titularbischöfe von Gunugus |                           |                                        |                   |                 |
| Nr.                         | Name                      | Amt                                    | von               | bis             |
| 1                           | Emilio Pizzoni            | Weihbischof in Udine (Italien)         | 6. September 1966 | 21. März 1974   |
| 2                           | Onesimo Cadiz Gordoncillo | Weihbischof in Dumaguete (Philippinen) | 14. März 1974     | 3. Juli 1976    |
| 3                           | James Clifford Timlin     | Weihbischof in Scranton (USA)          | 26. Juli 1976     | 24. April 1984  |
| 4                           | Vigilio Mario Olmi        | Weihbischof in Brescia (Italien)       | 20. März 1986     | 25. Januar 2019 |
| 5                           | Sylvester David OMI       | Weihbischof in Kapstadt (Südafrika)    | 6. Juni 2019      |                 |